# Mod

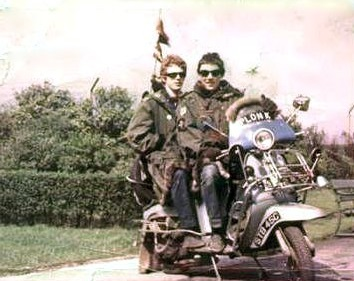
Dois mods de meados da década de 1960 em uma scooter Lambretta personalizada

Mod (expressão redutiva de modernists) é uma subcultura que surgiu na segunda metade da década de 1950 em Londres e se espalhou por todo o Reino Unido, tendo forte influência em outras partes do mundo na década seguinte. A subcultura surgiu da reunião de jovens londrinos atentos às tendências do momento, que passaram a ser chamados de modernists por seu gosto por jazz moderno. Os principais elementos da subcultura Mod são o interesse por: moda (com grande incentivo para a produção de peças por estilistas jovens); música (incluindo soul, rhythm and blues, ska e principalmente jazz) e mobiletes (geralmente Lambretta ou Vespa). Originalmente a cena mod estava associada à clubes de jazz noturnos regados à anfetamina. Durante os anos 60, os Mods se tornaram profundamente associados com o rock and roll, principalmente grupos como The Who e Small Faces e a chamada "Invasão Britânica".
Durante o início e meados da década de 1960, à medida que o mod crescia e se espalhava por todo o Reino Unido, alguns jovens mods se envolveram em confrontos bem divulgados com membros de uma subcultura rival: os rockers. Em seu estudo analisando a cobertura da mídia sobre os conflitos entre mods e rockers na década de 1960, o sociólogo Stanley Cohen cunhou o termo "pânico moral".
Em 1965, os conflitos entre mods e rockers começaram a diminuir, ao passo que o mod se voltou cada vez mais em direção à pop art e à psicodelia. Londres tornou-se sinônimo de moda, música e cultura pop nesses anos, um período referido como "Swinging London". Durante esse período, o estilo mod se espalhou por diversos países; o mod era então visto menos como uma subcultura isolada, e mais como um termo guarda-chuva abrangendo diversos elementos da cultura jovem da época.

À medida que o mod se tornou mais cosmopolita durante o período "Swinging London", alguns mods da classe trabalhadora começaram a se distanciar da cena mod mainstream, formando seus próprios grupos, como os skinheads. No final da década de 1970, houve um revival do mod no Reino Unido que tentou replicar a aparência e os estilos do período "scooter" do início a meados da década de 1960, esse movimento foi seguido por um revival semelhante na América do Norte no início dos anos 80, particularmente no sul da Califórnia.

O símbolo do movimento mod, inspirado naquele utilizado pela Força Aérea Britânica.F

## Etimologia e uso
O termo mod deriva de modernista , termo usado na década de 1950 para descrever músicos e fãs de jazz moderno. Esse uso contrastava com o termo trad , que descrevia tocadores e fãs de jazz tradicional. O romance Absolute Beginners, de 1959, descreve os modernistas como jovens fãs de jazz moderno que se vestem com roupas italianas modernas e elegantes. O romance pode ser um dos primeiros exemplos do termo escrito para descrever jovens fãs de jazz moderno conscientes do estilo britânico. Este uso da palavra modernista não deve ser confundido com modernismo no contexto da literatura, arte, design e arquitetura. De meados ao final da década de 1960 em diante, a mídia de massa usou frequentemente o termo mod em um sentido mais amplo para descrever qualquer coisa que se acreditasse ser popular, elegante ou moderna .
Paul Jobling e David Crowley argumentaram que a definição de mod pode ser difícil de definir, porque durante toda a era original da subcultura, ela era "propensa à reinvenção contínua".  Eles alegaram que, como a cena mod era tão pluralista, a palavra mod era um termo genérico que cobria várias sub-cenas distintas. Terry Rawlings argumentou que os mods são difíceis de definir porque a subcultura começou como um "mundo semi-secreto misterioso", que o empresário do Who, Peter Meaden, resumiu como "uma vida limpa em circunstâncias difíceis".

## História 1958–1969
George Melly escreveu que os mods eram inicialmente um pequeno grupo de jovens ingleses da classe trabalhadora, focados em roupas, que insistiam em roupas e sapatos feitos sob medida para seu estilo, que surgiram durante o boom do jazz moderno no final dos anos 1950.  Os primeiros mods assistiam a filmes de arte franceses e italianos e liam revistas italianas em busca de ideias de estilo.  Eles geralmente ocupavam empregos manuais semiqualificados ou cargos de colarinho branco de baixo nível , como escriturário, mensageiro ou office-boy. Segundo Dick Hebdige, os mods criaram uma paródia da sociedade de consumo em que viviam

### Início dos anos 1960

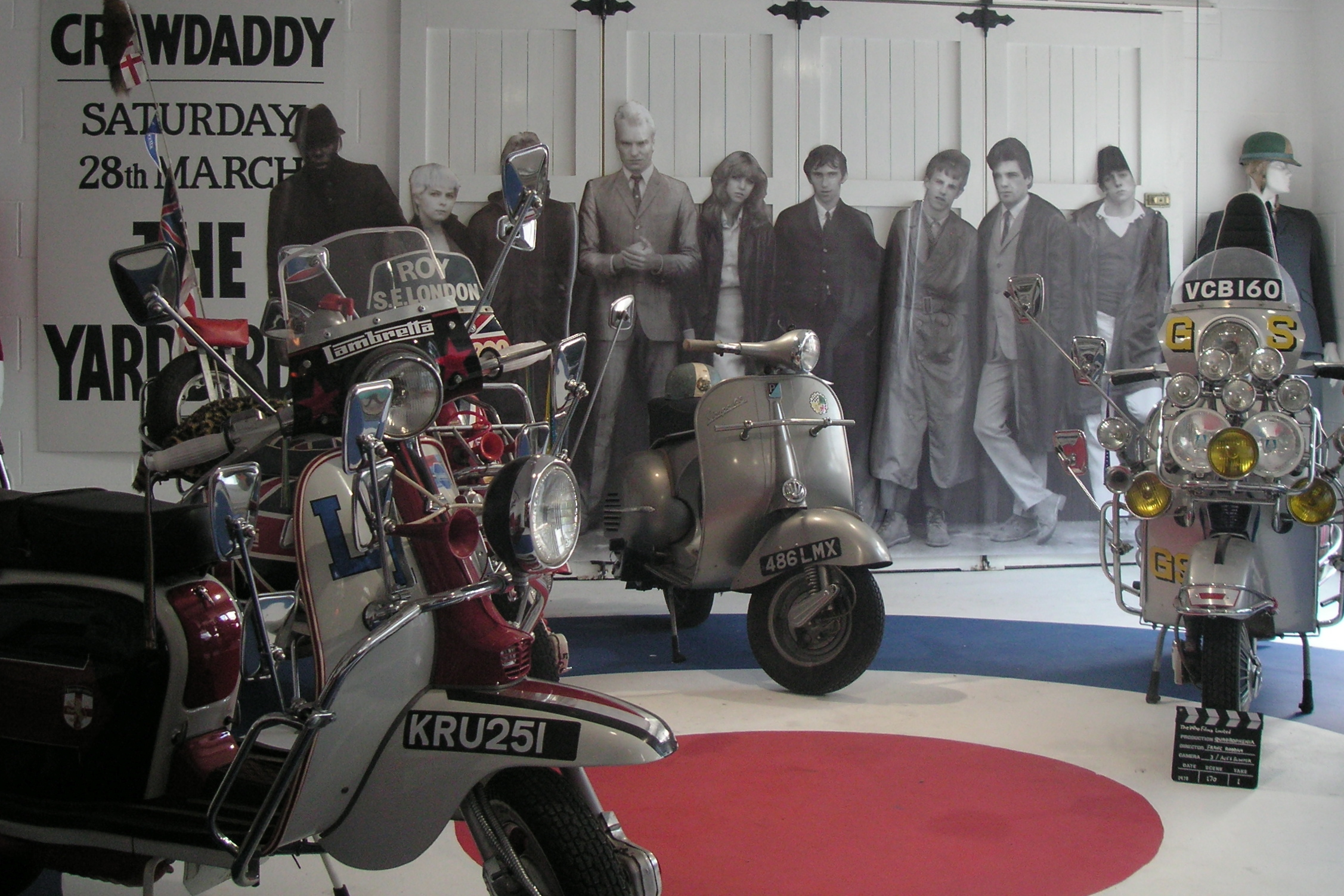
Exposição Quadrophenia no Cotswold Motor Museum em Bourton-on-the-Water em 2007

Segundo Hebdige, por volta de 1963, a subcultura mod acumulou gradativamente os símbolos identificadores que mais tarde passaram a ser associados à cena, como scooters, pílulas de anfetamina e música R&B. Embora as roupas ainda fossem importantes naquela época, elas podiam estar prontas. Dick Hebdige escreveu que o termo mod cobria uma série de estilos, incluindo o surgimento do Swinging London, embora para ele definisse os adolescentes preocupados com as roupas da classe trabalhadora de Melly que viviam em Londres e no sul da Inglaterra no início e meados da década de 1960.
Mary Anne Long argumentou que "relatos de primeira mão e teóricos contemporâneos apontam para a classe trabalhadora ou média judaica do East End e subúrbios de Londres ".  Simon Frith afirmou que a subcultura mod tinha suas raízes na cultura beatnik dos cafés dos anos 1950, que atendia estudantes de escolas de arte na cena boêmia radical de Londres. Steve Sparks, cuja reivindicação é ser um dos mods originais, concorda que antes do mod ser comercializado, ele era essencialmente uma extensão da cultura beatnik: "Vem de 'modernista', tinha a ver com jazz moderno e a ver com Sartre " e o existencialismo. Sparks argumentou que "Mod tem sido muito mal compreendido, como um precursor dos skinheads da classe trabalhadora que anda de scooter."

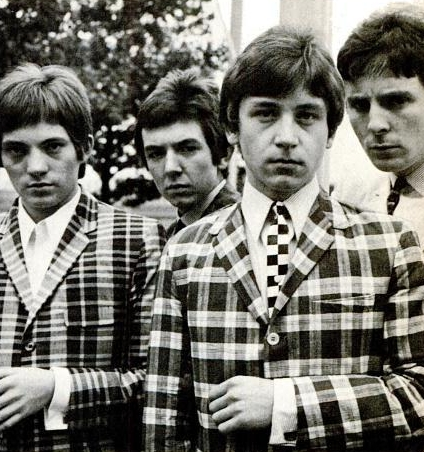
Small Faces em 1965

Os cafés eram atraentes para a juventude britânica porque, ao contrário dos pubs típicos , que fechavam por volta das 23h, ficavam abertos até as primeiras horas da manhã. Os cafés contavam com jukeboxes , que em alguns casos reservavam espaço nas máquinas para os próprios registros dos clientes. No final da década de 1950, os cafés eram associados ao jazz e ao blues, mas no início da década de 1960 começaram a tocar mais música R&B. Frith observou que, embora os cafés fossem originalmente destinados a estudantes de escolas de arte de classe média, eles começaram a facilitar a mistura de jovens de diferentes origens e classes.  Nesses locais, que Frith chamou de "primeiro sinal do movimento juvenil" [ carece de fontes ], os jovens conheceram colecionadores de discos de R&B e blues.
À medida que a subcultura mod cresceu em Londres durante o início e meados da década de 1960, surgiram tensões entre os mods, muitas vezes andando de scooters altamente decoradas, e seus principais rivais, os rockers , uma subcultura britânica que favorecia o rockabilly , o rock'n' roll antigo , motocicletas e jaquetas de couro, e consideravam os mods afeminados por seu interesse por moda.  Houve alguns confrontos violentos entre os dois grupos.  Este período foi posteriormente imortalizado pelo compositor Pete Townshend , no álbum conceitual do Who de 1973, Quadrophenia .  Depois de 1964, os confrontos entre os dois grupos diminuíram em grande parte, à medida que o mod se expandiu e passou a ser aceito pela grande geração de jovens em todo o Reino Unido como um símbolo de tudo o que havia de novo.  Durante esse período, Londres se tornou uma meca da música rock, com bandas populares como Who e Small Faces atraindo um público em grande parte mod, bem como a preponderância da moda moderna, em um período muitas vezes conhecido como Swinging London .

### Meados do final da década de 1960

#### Balançando Londres
Veja também: Swinging London e peacock revolution

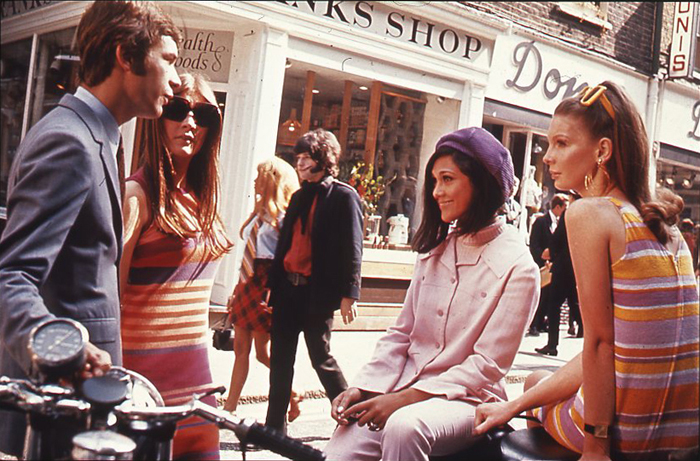
Carnaby Street em "Swinging London" por volta de 1966

À medida que inúmeras bandas de rock britânicas de meados da década de 1960 começaram a adotar uma aparência mod e seguir,  o escopo da subcultura cresceu além de seus limites originais e o foco começou a mudar. Em 1966, os aspectos proletários da cena em Londres tinham diminuído à medida que os elementos da moda e da cultura pop continuavam a crescer, não só em Inglaterra, mas noutros lugares.
Este período, retratado pelo filme de Alberto Sordi em Thank You Very Much, e no filme Blowup de Michelangelo Antonioni de 1966, foi tipificado pela pop art, boutiques da Carnaby Street, música ao vivo e discotecas. Muitos associam esta época à modelo Twiggy , minissaias e padrões geométricos ousados em roupas de cores vivas. Durante esses anos, exerceu uma influência considerável na difusão mundial do mod.

#### Estados Unidos e outros lugares
À medida que o mod passava por uma transformação na Inglaterra, virou moda nos Estados Unidos e no mundo, à medida que muitos jovens adotavam seu visual.  No entanto, a experiência mundial diferia daquela da cena inicial de Londres por se basear principalmente no aspecto da cultura pop, influenciada por músicos de rock britânicos. Até agora, o mod era pensado mais como um estilo geral da cultura jovem, e não como um subgrupo separado entre diferentes facções contenciosas.
Os músicos americanos, na esteira da Invasão Britânica , adotaram o visual de roupas mod, penteados mais longos e beatles boots .  O documentário de exploração Mondo Mod fornece um vislumbre da influência do mod na cena Sunset Strip e West Hollywood no final de 1966.  O Mod tornou-se cada vez mais associado ao rock psicodélico e ao movimento hippie inicial , e em 1967 looks mais exóticos, como quando as jaquetas Nehru e as contas de amor entraram em voga.  Suas armadilhas foram refletidas em programas de TV americanos populares, como Laugh-In e The Mod Squad .

#### Declínio
Dick Hebdige argumentou que a subcultura perdeu sua vitalidade quando foi comercializada e estilizada a ponto de os estilos de roupas mod serem criados "de cima" por empresas de roupas e por programas de TV como Ready Steady Go! , ao invés de serem desenvolvidos por jovens customizando suas roupas e combinando diferentes modas.
À medida que o rock psicodélico e a subcultura hippie se tornaram mais populares no Reino Unido, grande parte do mod, por um tempo, parecia entrelaçado com esses movimentos. No entanto, dissipou-se depois de 1968, à medida que os gostos começaram a favorecer um visual menos preocupado com o estilo, jeans e tie-dye, juntamente com uma diminuição do interesse pela vida noturna. Bandas como The Who e Small Faces começaram a mudar e, no final da década, afastaram-se do mod. Além disso, os mods originais do início dos anos 1960 estavam chegando à idade do casamento e da criação dos filhos, o que significava que muitos deles não tinham mais tempo ou dinheiro para seus passatempos juvenis de ir a clubes, comprar discos e comprar roupas.

## Desenvolvimentos posteriores de 1969 até o presente

### Ramificações
Veja também: Skinhead e Scooterboy
Alguns mods voltados para as ruas, geralmente de menos recursos, às vezes chamados de hard mods, permaneceram ativos até o final dos anos 1960, mas tenderam a se distanciar cada vez mais da cena Swinging London e do crescente movimento hippie.  Em 1967, eles consideravam a maioria das pessoas na cena Swinging London como "soft mods" ou "peacock mods", já que os estilos, lá, tornaram-se cada vez mais extravagantes, muitas vezes apresentando babados, brocade, ou tecidos rendados em cores Day-Glo .
Muitos dos hard mods viviam nas mesmas áreas economicamente deprimidas do sul de Londres que os imigrantes das Índias Ocidentais , então esses mods favoreciam um tipo diferente de traje, que emulava o visual de rude boy dos chapéus Trilby e das calças muito curtas.  Esses Mods ouviam ska jamaicano e se misturavam com garotos negros rudes em boates das Índias Ocidentais como Ram Jam, A-Train e Sloopy's.  Hebdige afirmou que os hard mods foram atraídos pela cultura negra e pela música ska em parte porque a música intelectual e orientada para as drogas do movimento hippie de classe média educada não tinha qualquer relevância para eles.  Ele argumentou que os hard mods foram atraídos pelo ska porque era uma música secreta, underground e não comercializada, que era disseminada através de canais informais, como festas em casas e clubes.
No final da década de 1960, os hard mods tornaram-se conhecidos como skinheads ,  que, em seus primeiros dias, seriam conhecidos pelo mesmo amor pelo soul , rocksteady e reggae antigo .  Por causa de seu fascínio pela cultura negra, os primeiros skinheads eram, exceto em situações isoladas, em grande parte desprovidos do racismo e fascismo evidentes que mais tarde se tornariam associados a alas inteiras do movimento de meados a final da década de 1970.  Os primeiros skinheads mantiveram elementos básicos da moda mod - como camisas Fred Perry e Ben Sherman , calças Sta-Prest e jeans Levi's - mas os misturaram com acessórios voltados para a classe trabalhadora, como suspensórios e botas de trabalho. Dr. Hebdige afirmou que já nas brigas de Margate e Brighton entre mods e rockers , alguns mods eram vistos usando botas e suspensórios e ostentando cortes de cabelo curtos (por razões práticas, já que cabelos longos eram um problema em empregos industriais e brigas de rua).
Mods e ex-mods também fizeram parte da cena northern soul, uma subcultura baseada em obscuros discos de soul americanos dos anos 1960 e 1970. Alguns mods evoluíram ou se fundiram com subculturas como individualists, stylists e scooterboys .

### Mod Revival e influência posterior
Artigo principal: Mod Revival
Um Mod Revival (renascimento do mod) começou no final da década de 1970 no Reino Unido, com milhares de revivalistas do mod participando de comícios de scooters em locais como Scarborough e a Ilha de Wight. Este renascimento foi parcialmente inspirado no filme Quadrophenia de 1979 , que explora o movimento original dos anos 1960, e por bandas influenciadas pelo mod, como The Jam, Secret Affair , The Lambrettas , Purple Hearts , Specials e The Chords , que aproveitaram a energia da música New Wave .
O mod revival britânico foi seguido por um revival na América do Norte no início dos anos 1980, particularmente no sul da Califórnia , liderado por bandas como The Untouchables .  A cena mod em Los Angeles e Orange County foi parcialmente influenciada pelo renascimento do 2 Tone ska na Inglaterra, e foi única em sua diversidade racial, com participantes negros, brancos, hispânicos e asiáticos. A cena Britpop da década de 1990 apresentou influências mod perceptíveis em bandas como Oasis , Blur , Ocean Color Scene e Bluetones . Músicos populares do século XXI, Miles Kane  e Jake Bugg  também são seguidores da subcultura mod.

## Características
Dick Hebdige argumentou que ao tentar entender a cultura mod dos anos 1960, é preciso tentar "penetrar e decifrar a mitologia dos mods".  Terry Rawlings argumentou que a cena mod se desenvolveu quando os adolescentes britânicos começaram a rejeitar a cultura britânica "monótona, tímida, antiquada e sem inspiração" ao seu redor, com sua mentalidade reprimida e obcecada por classes e sua " naffness" .  Os mods rejeitaram o "faulty pap " da música pop dos anos 1950 e das canções de amor sentimentais. Eles pretendiam ser "legais, elegantes, elegantes, modernos e inteligentes", abraçando "todas as coisas sexy e simplificadas", especialmente quando eram novas, excitantes, controversas ou modernas.  Hebdige afirmou que a subcultura mod surgiu como parte do desejo dos participantes de compreender a "complexidade misteriosa da metrópole" e de se aproximar da cultura negra do rude boy jamaicano , porque os mods sentiam que a cultura negra "governava o horas noturnas" e que tinha mais " savoir faire " de rua.  Shari Benstock e Suzanne Ferriss argumentaram que "no cerne da rebelião Mod britânica estava uma flagrante fetichização da cultura de consumo americana" que havia "corroído a fibra moral da Inglaterra".  Ao fazer isso, os mods "zombaram do sistema de classes que não levou seus pais a lugar nenhum" e criaram uma "rebelião baseada no consumo de prazeres" [ carece de fontes ] .
A influência dos jornais britânicos na criação da percepção pública dos mods como tendo um estilo de vida de frequentador de clubes repleto de lazer pode ser vista em um artigo de 1964 no Sunday Times . O jornal entrevistou um mod de 17 anos que saía para baladas sete noites por semana e passava as tardes de sábado comprando roupas e discos. No entanto, poucos adolescentes e jovens adultos britânicos teriam tempo e dinheiro para gastar tanto tempo em boates. Paul Jobling e David Crowley argumentaram que a maioria dos jovens mods trabalhava das 9 às 5 em empregos semiqualificados, o que significava que eles tinham muito menos tempo de lazer e apenas uma renda modesta para gastar durante seu tempo livre.

### Moda
Paul Jobling e David Crowley chamaram a subcultura mod de um "culto hedonista e obcecado pela moda dos jovens adultos hiper-cool" que viviam na região metropolitana de Londres ou nas novas cidades do sul. Devido à crescente riqueza da Grã-Bretanha do pós-guerra, os jovens do início da década de 1960 foram uma das primeiras gerações que não tiveram de contribuir com o dinheiro dos empregos extraescolares para as finanças da família. À medida que adolescentes e jovens adultos modernos começaram a usar sua renda disponível para comprar roupas elegantes, as primeiras boutiques de roupas voltadas para jovens abriram em Londres, nos distritos de Carnaby Street e King's Road .  Os nomes das ruas tornaram-se símbolos, afirmou uma revista mais tarde, "um friso interminável de anjos angulosos com minissaias, botas e cabelos louros".  Relatos de jornais de meados da década de 1960 focavam na obsessão dos mods por roupas, muitas vezes detalhando os preços dos ternos caros usados por jovens mods e buscando casos extremos, como um jovem mod que alegou que "ficaria sem comida" para comprar roupas".
Duas subculturas juvenis ajudaram a pavimentar o caminho para a moda mod ao abrir novos caminhos: os beatniks , com sua imagem boêmia de boinas e golas pretas, e os Teddy Boys , de quem a moda mod herdou suas "tendências narcisistas e meticulosas [da moda]" e o visual imaculado e elegante .  Os Teddy Boys abriram caminho para tornar o interesse masculino pela moda socialmente aceitável. Antes dos Teddy Boys, o interesse masculino pela moda na Grã-Bretanha era frequentemente associado à subcultura e ao estilo de vestir dos homossexuais undergrounds. [ carece de fontes ]
Jobling e Crowley argumentaram que, para os mods da classe trabalhadora, o foco da subcultura na moda e na música era uma libertação da "monotonia da existência diária" em seus empregos.  Jobling e Crowley observaram que embora a subcultura tivesse fortes elementos de consumismo e compras, os mods não eram consumidores passivos; em vez disso, eram muito constrangidos e críticos, personalizando "estilos, símbolos e artefatos existentes", como a bandeira da União e o roundel da Força Aérea Real , e colocando-os em suas jaquetas em estilo pop art , e colocando suas assinaturas pessoais em seu estilo.  Os mods adotaram novos estilos italiano e francês em parte como uma reação aos rockers rurais e de cidades pequenas , com suas roupas de couro para motociclistas no estilo dos anos 1950 e visual de greaser americano . [ carece de fontes ]
Os mods masculinos adotaram um visual suave e sofisticado que incluía ternos feitos sob medida com lapelas estreitas (às vezes feitas de mohair ), gravatas finas, camisas de colarinho abotoado, moletons de lã ou caxemira (gola redonda ou gola V), botas Chelsea ou Beatle , mocassins , botas de deserto Clarks , sapatos de boliche e penteados que imitavam a aparência dos atores franceses do cinema Nouvelle Vague .  Uma grande parte do visual Mod foi emprestado do estilo colegial da Ivy League dos Estados Unidos.  Alguns mods masculinos foram contra as normas de gênero ao usar sombra, lápis ou até mesmo batom.  Os mods escolheram as scooters em vez das motocicletas, em parte porque eram um símbolo do estilo italiano e porque os painéis da carroceria ocultavam partes móveis e tornavam menos provável que manchasse as roupas com óleo ou poeira da estrada. Muitos mods usavam parkas ex-militares enquanto dirigiam scooters para manter suas roupas limpas.
Muitas mods femininas se vestiam de maneira andrógina, com cortes de cabelo curtos, calças ou camisas masculinas, sapatos baixos e pouca maquiagem - muitas vezes apenas base clara, sombra marrom, batom branco ou claro e cílios postiços.  A estilista britânica Mary Quant , que ajudou a popularizar a minissaia , é creditada por popularizar a subcultura mod.  As minissaias tornaram-se progressivamente mais curtas entre o início e meados da década de 1960. À medida que a moda mod feminina se tornou mais popular, modelos esbeltas como Jean Shrimpton e Twiggy começaram a exemplificar o visual mod. Surgiram designers de moda independentes, como Quant, conhecido por seus designs de minissaias, e John Stephen , que vendia uma linha chamada "His Clothes" e cujos clientes incluíam bandas como Small Faces.  O programa de televisão Ready Steady Go! ajudou a espalhar a consciência da moda mod para um público maior. A cultura mod continua a influenciar a moda, com a tendência contínua para estilos inspirados no mod, como ternos de 3 botões, botas Chelsea e minivestidos. O Mod Revival das décadas de 1980 e 1990 levou a uma nova era de moda inspirada no mod, impulsionada por bandas como Madness , the Specials e Oasis . A popularidade do filme e da série de TV This Is England também manteve a moda mod aos olhos do público. Os ícones mod de hoje incluem Miles Kane (líder do Last Shadow Puppets ), o ciclista Bradley Wiggins e Paul Weller , 'The ModFather'.

### Música

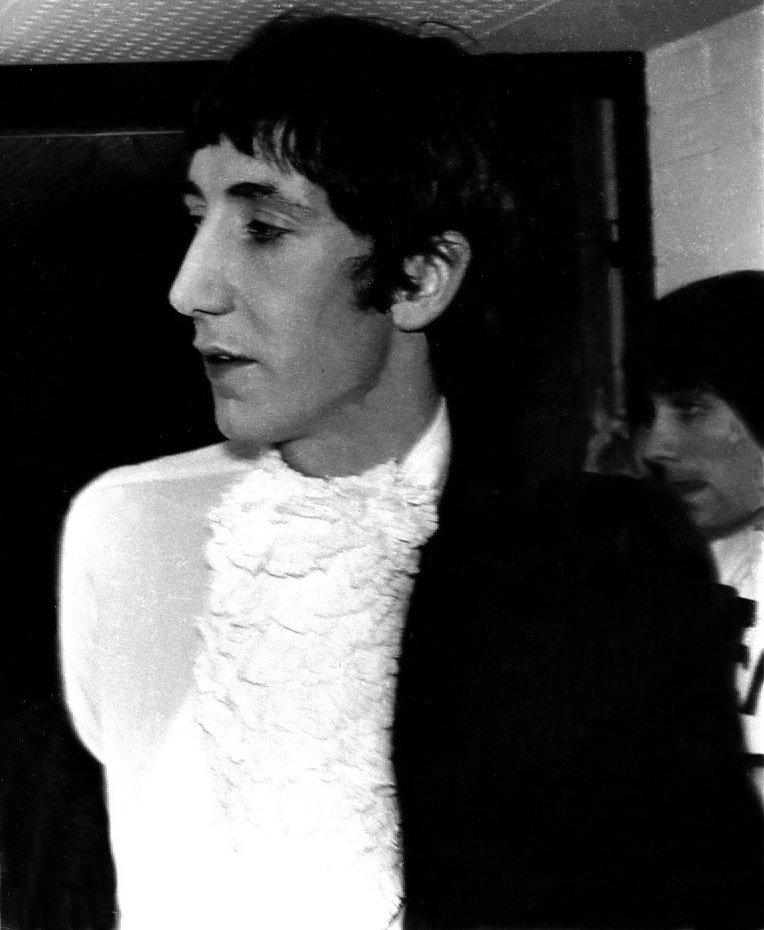
Pete Townshend do The Who em 1967

Os primeiros mods ouviam o "jazz moderno sofisticado e suave" de músicos como Miles Davis , Charlie Parker , Dave Brubeck e o Modern Jazz Quartet , bem como o rhythm and blues americano (R&B) de artistas como Bo Diddley e Muddy Waters. . A cena musical dos Mods era uma mistura de jazz moderno, R&B, rock psicodélico e soul.  Terry Rawlings escreveu que os mods tornaram-se "dedicados ao R&B e às suas próprias danças".  Militares negros americanos, estacionados na Grã-Bretanha durante o início da Guerra Fria , trouxeram discos de R&B e soul que não estavam disponíveis na Grã-Bretanha, e muitas vezes os venderam para jovens em Londres.  Começando por volta de 1960, os mods adotaram a música ska jamaicana excêntrica de artistas como Skatalites , Owen Gray , Derrick Morgan e Prince Buster em gravadoras como Melodisc , Starlite e Bluebeat .
Os mods originais se reuniam em casas noturnas, como The Flamingo e The Marquee, em Londres, para ouvir os discos mais recentes e mostrar seus passos de dança. À medida que a subcultura mod se espalhava pelo Reino Unido, outros clubes se tornaram populares, incluindo o Twisted Wheel Club em Manchester .
As bandas britânicas de R&B / rock Rolling Stones , Yardbirds e Kinks tiveram seguidores mod, e surgiram outras bandas que eram especificamente orientadas para mod.  Estes incluíam o The Who, Small Faces, The Action, The Smoke e John`s Children  .  O material promocional inicial do Who os marcava como tocando "maximum rhythm and blues", e uma mudança de nome em 1964 de The Who para The High Numbers foi uma tentativa de atender ainda mais ao mercado mod. Após o fracasso comercial do single " Zoot Suit/I'm the Face ", a banda mudou seu nome novamente para The Who.  Embora os Beatles se vestissem como mods por um tempo (depois de se vestirem como rockers anteriormente), sua música beat não era tão popular quanto o R&B britânico entre os mods.

### Anfetaminas
Uma parte notável da subcultura mod era o uso recreativo de anfetaminas, que era usada para alimentar danças noturnas em clubes. Reportagens de jornais descreveram dançarinos saindo dos clubes às 5 da manhã com pupilas dilatadas.  Alguns mods consumiram uma combinação de anfetamina/barbitúrico chamada Drinamyl , apelidada de "purple hearts".  [ página necessária ] Devido a esta associação com anfetaminas, o aforismo de "vida limpa" de Pete Meaden sobre a subcultura mod pode parecer contraditório, mas a droga ainda era legal na Grã-Bretanha no início dos anos 1960, e os mods usavam a droga para estimulação e estado de alerta , que consideravam diferente da intoxicação causada por álcool e outras drogas.  Andrew Wilson argumentou que, para uma minoria significativa, "as anfetaminas simbolizavam a imagem inteligente, ágil e legal" e que buscavam "estimulação, não intoxicação... maior consciência, não fuga" e "confiança e articulação" em vez da "turbulência bêbada das gerações anteriores".
Wilson argumentou que o significado das anfetaminas para a cultura mod era semelhante ao do LSD e da cannabis na contracultura hippie subsequente . Dick Hebdige argumentou que os mods usavam anfetaminas para prolongar seu tempo de lazer até as primeiras horas da manhã e como uma forma de preencher a lacuna entre sua vida cotidiana de trabalho hostil e assustadora e o "mundo interior" de dançar e vestir-se fora de hora.

### Scooters
Veja também: Scooter (motocicleta) e Vespa

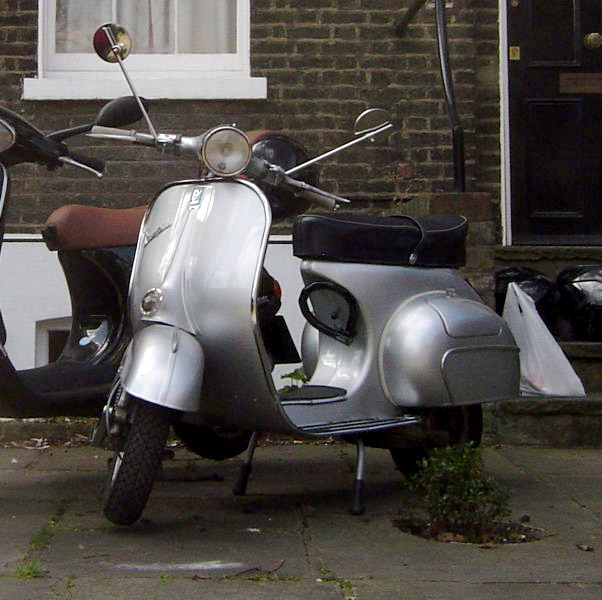
Padrão VBB 150 de 1963

Muitos mods dirigiam scooters, geralmente Vespas ou Lambrettas .  As scooters eram um meio de transporte prático e acessível para os adolescentes da década de 1960, já que até o início da década de 1970, o transporte público parava relativamente cedo durante a noite. Para os adolescentes com empregos mal remunerados, as scooters eram mais baratas e mais fáceis de estacionar do que os carros, e podiam ser compradas através de planos hire purchase recentemente disponíveis .
Os mods também tratavam as scooters como um acessório de moda. As scooters italianas eram preferidas devido às suas formas curvas e limpas e ao gleaming chrome brilhante , com vendas impulsionadas por associações estreitas entre concessionárias e clubes, como o Ace of Herts . [ carece de fontes ]
Para os jovens mods, as scooters italianas eram a "personificação do estilo continental e uma forma de escapar das casas geminadas da classe trabalhadora de sua criação".  Os mods personalizaram suas scooters pintando-as em "dois tons e candyflake e complementando-as com porta-bagagens, barras de proteção e vários espelhos e faróis de neblina".  Alguns mods adicionaram quatro, dez ou até 30 espelhos às suas scooters. Eles costumam colocar seus nomes no pequeno para-brisa. Às vezes, eles levavam os painéis laterais do motor e os pára-choques dianteiros para lojas de galvanoplastia para cobri-los com cromo altamente reflexivo.

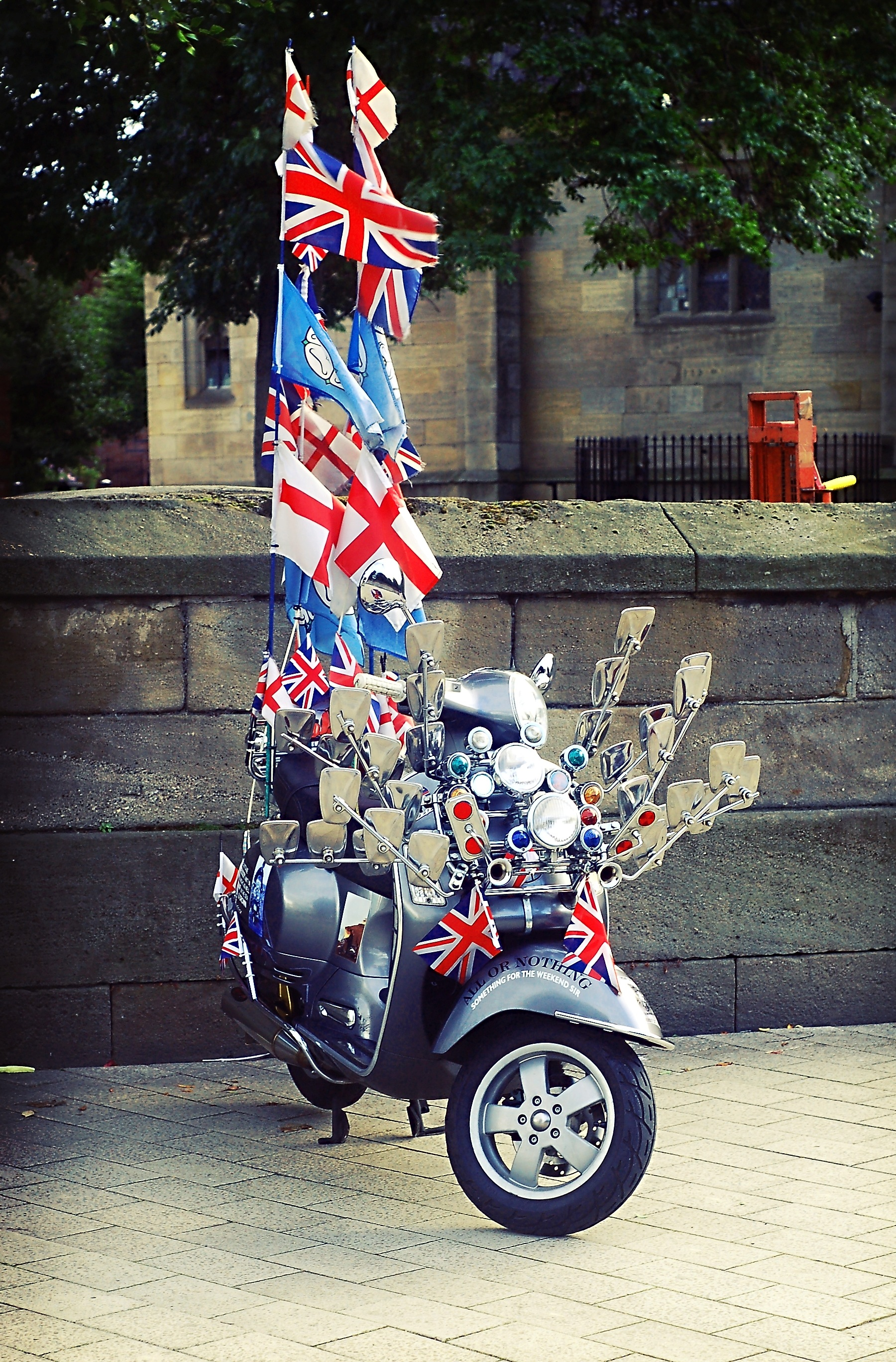
Vespa com coleção característica de espelhos

Hard mods (que mais tarde evoluíram para skinheads) começaram a andar de scooters mais por razões práticas. Suas scooters não foram modificadas ou foram reduzidas , o que foi apelidado de "skelly".  [ página necessária ] Lambrettas foram cortadas até a estrutura nua, e as Vespas de design unibody (monocoque) tiveram seus painéis de carroceria reduzidos ou remodelados.
Após as brigas no resort à beira-mar, a mídia começou a associar as scooters italianas a mods violentos. Muito mais tarde, os escritores descreveram grupos de mods andando de scooters juntos como um "símbolo ameaçador de solidariedade de grupo" que foi "convertido em uma arma".  Com eventos como o "scooter charger" de 6 de novembro de 1966 no Palácio de Buckingham , a scooter, junto com os cabelos curtos e ternos dos mods, começou a ser vista como um símbolo de subversão.

### Papéis de gênero
Stuart Hall e Tony Jefferson argumentaram em 1993 que, em comparação com outras subculturas juvenis, a cena mod dava às mulheres jovens alta visibilidade e relativa autonomia.  Eles escreveram que esse status pode estar relacionado tanto às atitudes dos jovens modernos, que aceitaram a ideia de que uma jovem não precisava estar apegada a um homem, quanto ao desenvolvimento de novas ocupações para mulheres jovens. , o que lhes proporcionou uma renda e os tornou mais independentes. Hall e Jefferson notaram o número crescente de empregos em boutiques e lojas de roupas femininas, que, embora mal remuneradas e sem oportunidades de progresso, proporcionavam às jovens renda disponível, status e uma sensação glamorosa de se vestirem bem e de irem trabalhar na cidade.  [ página necessária ]
Hall e Jefferson argumentaram que a imagem apresentável da moda feminina mod significava que era mais fácil para as jovens mulheres mod se integrarem aos aspectos não-subculturais de suas vidas (casa, escola e trabalho) do que para os membros de outras subculturas.  A ênfase nas roupas e um visual estilizado para as mulheres demonstraram a "mesma preocupação com os detalhes das roupas" que seus colegas mod masculinos.
Shari Benstock e Suzanne Ferriss afirmaram que a ênfase da subcultura mod no consumismo e nas compras era a "última afronta às tradições masculinas da classe trabalhadora" no Reino Unido, porque na tradição da classe trabalhadora, as compras eram geralmente feitas por mulheres.  [ página necessária ] Eles argumentaram que os mods britânicos estavam "adorando o lazer e o dinheiro ... desprezando o mundo masculino do trabalho árduo e honesto", gastando seu tempo ouvindo música, colecionando discos, socializando e dançando em casas noturnas.  [ página necessária ]

### Conflitos com rockers
Artigo principal: Mods e rockers
No início da década de 1960, na Grã-Bretanha, as duas principais subculturas juvenis eram os mods e os roqueiros . Os mods foram descritos em 2012 como "afeminados, arrogantes, emulando a classe média, aspirando a uma sofisticação competitiva, esnobes [e] falsos", e os rockers como "irremediavelmente ingênuos, grosseiros, [e] desalinhados", emulando a motocicleta membros de gangue no filme The Wild One , vestindo jaquetas de couro e andando de motocicleta.  Dick Hebdige afirmou em 2006 que os "mods rejeitaram a concepção grosseira de masculinidade do rocker, a transparência de suas motivações, sua falta de jeito"; os rockerss consideravam imasculinas a vaidade e a obsessão dos mods pelas roupas.
Os estudiosos debatem quanto contato as duas subculturas tiveram durante a década de 1960. Hebdige argumentou que mods e rockers tinham pouco contato uns com os outros porque tendiam a vir de diferentes regiões da Inglaterra (mods de Londres e rockers de áreas rurais) e porque tinham "objetivos e estilos de vida totalmente díspares".  Mark Gilman, no entanto, afirmou que tanto mods quanto rockers podiam ser vistos em partidas de futebol .
John Covach escreveu que no Reino Unido, os rockers costumavam brigar com os mods.  Histórias da BBC News de maio de 1964 afirmavam que mods e rockers foram presos após tumultos em cidades litorâneas nas costas sul e leste da Inglaterra, como Margate , Brighton , Bournemouth e Clacton .  O conflito entre "mods e rockers" foi explorado como um exemplo de " pânico moral " pelo sociólogo Stanley Cohen em seu estudo Folk Devils and Moral Panics ,  que examinou a cobertura da mídia sobre os motins de mod e rockers na década de 1960.  Embora Cohen reconhecesse que mods e rockers tiveram algumas brigas em meados da década de 1960, ele argumentou que elas não eram diferentes das brigas noturnas que ocorreram entre jovens não-mod e não-rockers ao longo dos anos 1950 e início dos anos 1960, ambos em balneários e depois dos jogos de futebol.
Os jornais da época estavam ansiosos para descrever os confrontos entre mod e rockers como sendo de "proporções desastrosas" e rotularam mods e rockers como "sawdust Caesars", "vermes" e "bandidos".  Os editoriais dos jornais atiçaram as chamas da histeria, como um editorial do Birmingham Post em maio de 1964 que alertava que os mods e os rockers eram " inimigos internos " no Reino Unido que iriam "trazer a desintegração do caráter de uma nação". A revista Police Review argumentou que a suposta falta de respeito dos mods e rockers pela lei e pela ordem poderia fazer com que a violência "aumentasse e inflamasse como um incêndio florestal".  [ página necessária ] Como resultado desta cobertura midiática, dois deputados britânicos do Parlamento viajaram para as zonas costeiras para avaliar os danos, e o deputado Harold Gurden apelou a uma resolução para medidas intensificadas para controlar o vandalismo juvenil . Um dos promotores no julgamento de alguns dos brigões de Clacton argumentou que os mods e os rockers eram jovens sem opiniões sérias, que não respeitavam a lei e a ordem.